# Secretina
La secretina es una hormona gastrointestinal. Su descubrimiento en 1903 por Ernest Starling y William Bayliss condujo a la acuñación del término «hormona» para designar a aquellas sustancias que son secretadas a la sangre y actúan sobre órganos alejados. La secretina, por tanto, se considera la primera hormona descubierta.

## Estructura
La secretina es sintetizada dentro de una proteína precursora de 120 aminoácidos, llamada prosecretina. La  prosecretina contiene un péptido N-terminal, un espaciador, la secretina (residuos 28–54) y un péptido de 72 aminoácidos en el extremo C-terminal.
 
La secuencia de aminoácidos de la hormona secretina es:
```
H–His-Ser-Asp-Gly-Thr-Phe-Thr-Ser-Glu-Leu-Ser-Arg-Leu-Arg-Asp-Ser-Ala-Arg-Leu-Gln-Arg-Leu-Leu-Gln-Gly-Leu-Val–NH2
```

Se produce en las células S, presentes en la mucosa del duodeno, el yeyuno proximal y el íleon, aunque también se encuentran en el cerebro. 
En su liberación influyen varios factores: el grado de acidificación del quimo que llega al duodeno (pH de 4,5 o inferior), la presencia de productos proteícos y la cantidad de ácidos en la mucosa.
Se excreta a través del riñón.

## Efectos
Sus acciones son puramente exocrinas. La secretina hace que el páncreas segregue un jugo digestivo rico en bicarbonato y bajo en enzimas. Este estimula al estómago para que produzca pepsinógeno, que es un zimogeno precursor de la pepsina  y al hígado para que produzca la secreción de la bilis con más agua y bicarbonato.
La mayoría de agentes que estimulan la secreción de ácido gástrico estimulan también la secreción de pepsinógeno, no sucede esto con la secretina, que inhibe la secreción ácida, pero estimula la secretación de pepsinógeno.
La secretina también se emplea con fines clínicos, como puede ser la valoración de procesos inflamatorios pancreáticos durante la ultrasonografía o la resonancia magnética.